# David Seltzer
David Seltzer (n. 1940) este un scriitor și scenarist american de origine evreiască. Printre cele mai cunoscute lucrări ale sale se numără romanul fantastic "Profeția" (Prophecy; 1979) ecranizat de John Frankenheimer.

## Biografie
Născut într-o familie evreiască, Seltzer a fost necrezut pentru contribuțiile sale la filmul muzical din 1971 Willy Wonka și Fabrica de ciocolată, autorul cărții originale, Roald Dahl, este creditat ca scenarist unic; cu toate acestea, s-a descoperit că Seltzer a rescris 30% din scenariul lui Dahl, adăugând elemente precum "subwooferul Slugworth", muzică în afara compozițiilor originale Oompa Loompa (inclusiv Pure Imagination și The Candy Man) și dialogul final pentru film.
Creditele lui Seltzer includ scenariile pentru Omen, Prophecy, Six Weeks, My Giant, Dragonfly și Bird on a Wire, cu Mel Gibson și Goldie Hawn. A scris și regizat Lucas(1986), Punchline (1988), Shining Through (1992) și Nobody's Baby (2001). 
Seltzer a fost raportat că a scris un proiect "Untitled Earthquake Project" pentru regizorul și producătorul de la Hollywood J.J. Abrams, a cărui complot este atent păzit, deși a fost confirmat că filmul nu este remake al filmului dezastru din 1974 Cutremurul. De asemenea, Seltzer lucrează la un remake britanic al filmului lui Alfred Hitchcock Străini în tren, din romanul Patriciei Highsmith.